# Нікопольський район
Нікопольський район (Нікопольщина) — район у Дніпропетровській області України, утворений 2020 року. Адміністративний центр — місто Нікополь.

## Історія
Під час досліджень тут виявлені скіфсько-сарматські кургани. Край входив до складу Великої Скіфії. Всесвітньо відомі нікопольські скіфські кургани Чортомлик, Лугова та Товста могили. Через край пролягав Чумацький шлях, яким тяглися валки до Криму по сіль та рибу.
Нікопольщина була центром запорізького козацтва, де протягом більше двохсот років знаходились п'ять з восьми Запорозьких Січей. Усі вони (крім Буцько-Томаківського острова) нині перебувають під водами Каховського водосховища. На Микитинській Січі (сучасне м.Нікополь) у 1648 році Богдан Хмельницький був обраний гетьманом. Поблизу села Капулівка знаходиться могила славного кошового отамана Івана Сірка.
Район було створено відповідно до постанови Верховної Ради України № 807-IX від 17 липня 2020 року.

#### Російсько-українська війна
У 2022 році, з початком повномасштабного російського вторгнення в Україну, Нікополь не опинявся в окупації, проте захоплення російськими окупаційними військами міста Енергодар, що знаходиться на лівому березі річки Дніпро, дозволяє російським окупантам вести регулярні  обстріли міста та населених пунктів громади. Для того, щоб уникати ударів українських військ у відповідь, росіяни розмістили свої засоби ураження на території Запорізької АЕС, використовуючи ядерний шантаж. Перший обстріл Нікополя російськими військами відбувся 12 липня 2022 року та майже щодня зазнає регулярних обстрілів міста та району. У подібній ситуації опинився й сусідній населений пункт Марганець та громади.

## Громади району
До його складу увійшли:
- Міські:
  - Марганецька
  - Нікопольська
  - Покровська
- Сільські:
  - Мирівська
  - Першотравневська
  - Покровська
- Селищні:
  - Томаківська
  - Червоногригорівська

Раніше територія району входила до складу Нікопольського (1923—2020) та Томаківського районів, ліквідованих тією ж постановою.

## Економіка

### Промисловість
До промислових підприємств району належать: ВАТ «Завод молочних продуктів», ТОВ «Нікопольська продовольча компанія», ВАТ «Новопавлівський гранітний кар'єр» та ВАТ «Нікопольська агропромтехніка».

### Сільське господарство
Родючі землі, сприятливі кліматичні умови, рівнинна поверхня рельєфу дають можливість вирощувати високі врожаї пшениці, кукурудзи, соняшнику, овочів та фруктів.
У сільському господарстві району зайнята половина працездатного населення. Створено 41 агроформування, більшість з яких має переробні підприємства: млини, олійниці, крупорушки, пекарні, два тепличних комбінати, 4 рибопромислових підприємства.
Основна спеціалізація аграрного сектора району — виробництво зерна, питома вага якого у валовому виробництві становить 57 %, і тваринницької продукції м'ясо-молочного напряму (43 %).
У сільськогосподарському виробництві використовується 132,7 тис. га сільгоспугідь, з яких 111,2 тис. га — рілля. Зрошувана площа становить 19,5 тис. га. Під садами зайнято 1783 га.
У структурі посівних площ майже 50 % займають зернові. Найбільші площі відводяться під озиму пшеницю (66 %). Кормовий клин займає 25 %.
Нікопольщина завжди славилася своїми давніми традиціями вирощування овочів і фруктів. Завдяки помірно-континентальному клімату, жаркому літу і м'якій зимі садівники мають можливість збільшувати врожаї в декілька десятків разів. Два консервні заводи, розташовані на території району, переробляють продукцію садівництва і городництва в повному обсязі і поставляють споживачам як в Україні, так і за її межами.
Тепличне господарство району розташоване на площі 12 га. У закритому ґрунті вирощують огірки, томати, баклажани. У тепличних комбінатах використовуються високоефективні та енергозберігаючі технології, що дає змогу постійно урізноманітнювати асортимент і збільшувати врожаї.
ЗАТ "Птахокомбінат «Дніпровський» — одне з найбільших і найсучасніших в Україні з вирощування курчат-бройлерів. Сьогодні на ринках багатьох міст з'явилася продукція птахокомбінату. Підприємство виробляє 8 тис. тонн м'яса бройлерів на рік.